# Juridisk metode
Juridisk metode (også kaldet den juridiske metode eller retsdogmatisk metode eller blot retsdogmatik) dækker over en kompleks fremgangsmåde; der består af mange facetter. Jurister anvender juridisk metode med henblik på at identificere gældende ret og dernæst at anvende gældende ret korrekt.
Ved gældende ret forstås ikke kun gældende love, for også andre gældende retskilder er relevante ved fastlæggelsen af hvad, der er gældende ret og hvad andet, der er ikke er gældende ret. Med at identificere en gældende lov menes som ideal at finde loven i Lovtidende. Oftest er Retsinformation.dk dog tilstrækkelig. Hverken Karnovs online lovsamling, Schultz Legal Research eller elov har status af at være autoritative lovsamlinger. En dom kan muligvis findes i Ugeskrift for Retsvæsen (forkortet UfR eller blot U) eller i et andet juridisk tidsskrift.
At anvende er det mest omfattende del af metoden. Anvendelse forudsætter blandt andet kendskab til retskildehierarki, domstolshierarki og retskildefortolkning (der især omfatter lovfortolkning). De tre harmoniseringsprincipper lex superior og lex specialis samt lex posterior er også relevante. Hertil kommer viden om domslæsning (også kaldet domsanalyse); hvortil især vurdering af en doms (potentielle) præjudikatværdi hører. Herefter består anvendelse af koblingen mellem sagens relevante fakta og relevant jus (kaldet subsumption). Endelig skal retsanvender argumentere for sit valg blandt mulige retsfølger. Dermed kan juridisk metode indeholde et element af skøn.

## Navnet juridisk metode
Navnet juridisk metode er opstået ud fra et ønske om at forlade betegnelsen retsdogmatik, for der er intet dogmatisk ved metoden. Fordi navnet juridisk metode forekommer i ental, så kan der let opstå den misforståelse, at jurister kun anvender den ene metode; men juridisk metode blot en af juraens mange metoder. Juridisk metode har flere ligheder med IRAC (en) Method, der anvendes i USA.

## Gældende ret
Som nævnt ovenfor går juridisk metode ud på at identificere og anvende gældende ret korrekt. Gældende ret betegnes også de lege lata. Med gældende ret forstås meget mere end blot gældende love. For alle gældende love udgør kun en lille del af gældende ret. Der findes mange andre retskilder end blot love. Alle gældende retskilder betegnes ofte som jura; mens de relevante gældende retskilder betegnes som jus. Jus er ental af jura. Grundloven § 3 består af tre sætninger. Af disse tre sætninger kan den første sætning og den tredje sætning hjælpe med at huske: Folketinget vedtager love, og domstole har magt til at give retsvirkning til den type retskilder, der betegnes domme. Der er tydeligvis stor forskel på begreberne lov og ret. Til delvis ulovregulerede retsområder hører forvaltningsret, obligationsret og medieret. For disse retsområder gælder, at en stor del af de relevante regler er fastlagt af retsgrundsætninger. Endvidere findes enkelte retssædvaner.

### Gældende ret ifølgeJuridisk Ordbog
Juridisk Ordbog skriver bl.a. dette om gældende ret:
"at en regel er gældende ret betyder, at den er tilblevet i overensstemmelse med den juridiske lære om retskilderne (f.eks. en gyldigt vedtaget lovbestemmelse, hvis forståelse er fastlagt efter principperne for fortolkning; en sædvane, der opfylder betingelserne for at udgøre en retssædvane; en retssætning, der kan udledes af domstolspraksis eller anden praksis) og derfor faktisk anvendes af de retsanvendende myndigheder (domstole m.v.)." (...)

## Supplementer til juridisk metode

### Forvaltningsretlig udfyldning
Til den forvaltningsretlige anvendelse af juridisk metode hører ekstra aspekter i form af udfyldning; dette ekstra aspekt er især relevant ved upræcise eller vage eller elastiske lovbestemmelser. Til udfyldning indrages lovens forarbejder for at fastlægge den lovgivende magts hensigt med at vedtage loven. Udfyldning er påkrævet ved uklare bestemmelser. Det ekstra aspekt er nødvendigt for at nå frem til en forvaltningsafgørelse.

### Øvrige
Jurister anvender også skønsudøvelse. Mere kendt er den juridiske afvejning af forskellige modstående hensyn. Endelig kan rimelighedsbetragtning være relevant.

## Juraens andre metoder
Forskellige juridiske discipliner anvender andre metoder end blot juridisk metode. Eksempelvis anvender kriminologi bl.a. effektmålinger og surveyundersøgelser; foruden interviews samt såvel passiv observation som deltagerobservation. Komparativ ret anvender Länderbericht; fouden case-baseret analytisk metode. En retssociologisk metode er dokumentanalyse. Retsfilosofi anvender deskriptiv sociologisk lingvistisk metode. Netværksanalyse er en kvantitativ metode, der undersøger, hvilke af EMD’s tidligere domme, som EMD har citeret i sin senere domsafsigelse.